# Phorbia sho
Phorbia sho este o specie de muște din genul Phorbia, familia Anthomyiidae, descrisă de Masayoshi Suwa în anul 1991. Conform Catalogue of Life specia Phorbia sho nu are subspecii cunoscute.